# Richard Boyse Osborne
Pour les articles homonymes, voir Osborne.
Richard Boyse Osborne est un ingénieur civil américain d'une famille d'origine irlandaise né à Londres le 3 novembre 1815, mort à Glenside, comté de Montgomery, près de Philadelphie le 28 novembre 1899 .

## Biographie
Richard Boyse Osborne est le fils aîné de Richard B. Osborne (1791-1853),, avocat, Graige House, comté de Wexford, et de Lucinda Caulfeild Humfrey, fille de John Humfrey de Killerig, comté de Carlow, mariés en juillet 1813.
Il a quitté l'Irlande pour le Canada à 19 ans à la suite de la ruine de son père avant d'aller quelques mois plus tard à Chicago qui n'est alors guère plus qu'un village. Il va d'abord travailler dans l'ouest et le sud où il planifie et construit des villes qui sont devenues importantes.
En 1838 il a rejoint l'équipe dirigeante de la compagnie Philadelphia and Reading Railroad et va devenir en 1842 ingénieur en chef de la compagnie après la démission de Wirt Robinson, un neveu de Moncure Robinson (en) qui a été l'ingénieur en chef au début de la construction de la ligne, en 1833,. Il a complété la ligne principale de la compagnie et construit la branche de Port Richmond avec des quais, plusieurs ponts, gares et tunnels importants.
Il s'est marié en 1842 avec Eliza (décédée en 1896), fille du major Bartholomew Groves, de Philadelphie, dont il a eu sept enfants dont cinq ont survécu, quatre garçons et une fille.
En 1845, Richard Boyse Osborne retourne en Irlande avec son frère, John Humfrey Osborne (1818-1894) lui aussi ingénieur civil en amenant une maquette de pont en treillis Howe. Il démissionne de son poste d'ingénieur en chef de la Philadelphia, Reading, Mount Carbon, and Port Carbon railways, pour prendre en charge la construction de la ligne de chemin de fer entre Waterford et Limerick où il est ingénieur à la Cork and Limerick Railway sous la direction de Charles Vignoles et conçoit plusieurs ponts dont le pont biais de Ballysimon. Il a amené avec lui un modèle de treillis Howe. Pendant les cinq années qu'il a passé en Irlande il est devenu membre de l' Institution of Civil Engineers of Ireland (en). Il a fait connaître et introduit au Royaume-Uni plusieurs inventions et idées de l'ingénierie américaine qu'il a pu connaître et expérimenter en donnant son avis sur leur utilité. Parmi celles-ci il y a la méthode américaine d'implantation des lignes et la poutre en treillis Howe pour les ponts et les toitures. Il a breveté la poutre à treillis pour les ponts, toits et planchers (for certain improvements in bridges, roofing, and flooring) le 22 juin 1845 pour l'Irlande et le 21 décembre 1846 pour la Grande-Bretagne,,. Ce brevet a inspiré la construction du pont à treillis de 67 m (220 pieds) construit pour la compagnie Waterford & Kilkenny Railway à Thomastown vers 1846. Il a conçu et construit le premier toit en treillis et ponts Howe en Grande-Bretagne. Il a quitté l'Irlande pour le Panama en 1850 puis, après six mois, il va aux États-Unis. Il s'est établi à Philadelphie comme ingénieur et promoteur des lignes de chemin de fer.
Il a planifié la première grande toiture réalisée en poutres en treillis Howe pour la gare de la Philadelphie de la compagnie Philadelphia, Wilmington and Baltimore Railroad (en). Il a conçu et édifié le premier pont en fer en poutre treillis Howe sur l'ancienne ligne de la Philadelphia and Reading Railroad juste à côté de Manayunk (en).
En 1852 il devient ingénieur en chef de la Camden and Atlantic Railroad pour laquelle il a planifié et édifié la ville d'Atlantic City. Ses prédictions confiantes dans le succès de la ville ont été entièrement vérifiées qui est devenu la plus populaire des stations de vacances de la côte est des États-Unis. En 1879, pour les 25 ans de la fondation de la ville d'Atlantic City il s'est adressé à 5 000 personnes en faisant le récit de cette entreprise.
Richard Boyse Osborne a aussi été responsable de la Dauphin and Susquehanna Railroad. En 1854 il est ingénieur en chef de la Lebanon Valley Railroad (en) qu'il a complétée jusqu'à Harrisburg en 1858. Il est resté associé à cette ligne jusqu'en 1863.
Entre 1859 et 1870, il a été associé aux projets des lignes de chemin de fer de East Mahanoy, Danville and Northumberland, Shamokin and Northern, Jersey Shore, Pine Creek and State Line, Elmira and Williamsport, et  New York and Oswego Midland Railroads.
En 1870 il devient l'ingénieur en chef de la Western Maryland Railway. En 1882, il a fait un travail difficile au nord d'Atlantic City sur la plage de Brigantine pour fermer une crique créée par une déferlante de l'océan.
Richard Boyse Osborne a écrit plusieurs livres et des articles sur des sujets d'ingénierie. Il a été reconnu comme une référence sur le domaine des chemins de fer aux États-Unis et a été souvent été appelé devant les tribunaux pour témoigner comme expert. Il a conçu et construit des ponts en bois, en maçonnerie, en briques et en fer forgé. Il a réalisé le pont biais construit sur une courbe elliptique au-dessus de la 6e rue, à Reading (Pennsylvanie) qui a été le premier construit suivant ce plan construit aux États-Unis.

## Quelques ouvrages
- pont ferroviaire de Manayunk (en), premier pont en treillis Howe en fer, mis en service en 1845, aujourd'hui détruit[8],
- pont biais de Ballysimon en treillis Howe en fer sur la ligne entre Waterford et Limerick, en 1846[17],[18],
- pont au-dessus de la 6e rue, à Reading,
- pont à treillis Howe sur la Schulykill, à Reading (brûlé pendant les émeutes de 1877),
- pont en arc en brique sur la Swatara,
- tunnel de Pulpit Rock, à Port Clinton, comté de Schuylkill, construit en 1838, abandonné en 1924.

## Publications
- Select plans of engineering structures for railroads and highways, as actually constructed, dimemsions, quantities, and cost
- Treatise on the Merits of Narrow-gauge Railroads
- Treatise on the Elastic Arch Truss Bridge, 1879
- Professional Biography of Moncure Robinson, Civil Engineer, J. B. Lippincott, Philadelphie, 1889